# Star Citizen
Star Citizen est un jeu vidéo massivement multijoueur de simulation spatiale du type science-fiction, en cours de développement, édité et développé par Cloud Imperium Games (CIG). Le jeu est en développement ouvert, c'est-à-dire que les joueurs peuvent y jouer dans sa phase alpha de développement. Il est principalement constitué d'un monde persistant massivement multijoueur (Persistent Universe ou PU).
Les joueurs prennent le rôle de puissances spatiales humaines dans la Voie lactée, 930 ans après notre époque, gouvernée par l'Empire uni de la Terre (en anglais United Empire of Earth, abrégé UEE). Le jeu se présente comme la simulation spatiale la plus ambitieuse jamais créée sur PC. Il doit donner accès à une centaine de systèmes planétaires entièrement visitables et permettre une grande variété de gameplay. C'est un jeu de type bac à sable dans le sens où ce sont les joueurs qui se fixent leurs propres objectifs. Depuis 2016 et le développement de planètes générées de manière procédurale, une grande partie du jeu se passe à la surface de planètes entièrement visitables et non plus seulement dans l'espace.
Le jeu est financé participativement et, depuis l'annonce du projet le 10 octobre 2012, a levé plus de 750 millions de dollars (en date de novembre 2024). Son financement record et son modèle de développement ouvert font l'objet de controverses.

## Univers
Star Citizen prend place dans un univers de type science-fiction se déroulant dans notre monde, 930 ans dans le futur, où l'homme a colonisé une partie de la Galaxie et s'est établi sur une cinquantaine de planètes. L'humanité est sous l'égide d'un gouvernement central démocratique appelé Empire uni de la Terre (en anglais United Empire of Earth, abrégé UEE) d'inspiration libérale et capitaliste. Les hommes cohabitent avec plusieurs espèces extraterrestres intelligentes ayant elles aussi colonisé une partie de la Galaxie.

### Chronologie
Le temps dans Star Citizen passe à la même vitesse que dans la réalité, avec un décalage de 930 ans dans le futur. Ainsi, l'année 2024 correspond à l'année 2954 dans le jeu.

#### Débuts de la colonisation de l'espace
En l'année 2075, une équipe scientifique de l'entreprise Roberts Space Industries met au point le premier moteur quantum permettant de voyager à un centième de la vitesse de la lumière et capable de rallier Mars en moins d'une journée, ouvrant ainsi la voie à une colonisation massive du système solaire. En 2120, les premières tentatives de terraformation de Mars sont faites et après de nombreuses difficultés, celle-ci est finalement terminée 37 ans plus tard. Entre-temps, le premier vaisseau spatial privé est commercialisé en 2140, annonçant la démocratisation massive du transport spatial dans le siècle à venir. Il faut attendre encore 100 ans avant la découverte du premier point de saut vers un autre système planétaire baptisé Croshaw en l'honneur de son découvreur, en 2271. Cette avancée majeure conduit à la création d'un comité mondial à l’initiative des différents pays afin de superviser l’expansion de l'espèce humaine. Au siècle suivant, trois nouveaux systèmes planétaires sont découverts en 2317, 2364 et 2365. En 2380, la terraformation du système Croshaw s'achève, faisant ainsi de l'humanité une véritable espèce multiplanétaire. La même année, le comité mondial ainsi que les différents chefs de gouvernements annoncent la création d'un gouvernement mondial appelé UNE (United Nations of Earth, « Nations Unies de la Terre »).

#### United Planets of Earth
L'expansion de l'espèce humaine se poursuit à travers les étoiles. En 2438 a lieu le premier contact avec une espèce extraterrestre intelligente, les Banus. Un traité de paix et de coopération est rapidement signé. L'exploration bat son plein, et les découvertes s'enchaînent avec pas moins de cinq nouveaux systèmes identifiés entre 2430 et 2460. Pendant ce temps, la Terre devient surpeuplée, et de grandes campagnes de peuplement des nouveaux territoires sont mises en places. En 2508 a lieu la découverte du système Terra, exceptionnel par sa ressemblance avec la Terre. Il s'agit alors du douzième système colonisé par l'UNE. En ces temps, les deux tiers de l'humanité vivent sur une autre planète loin de la Terre, parfois depuis plusieurs générations. Des revendications politiques émergent afin de bénéficier d'une meilleure représentation. Celles-ci aboutissent à la création en 2523 de l'United Planets of Earth(abrégé UPE, « Planètes Unies de la Terre » en français), où chaque planète possède un représentant au parlement.

#### United Empire of Earth
Peu après sa création, en 2530, l'UPE fait connaissance avec une deuxième espèce extraterrestre, les Xi'An. Dès le départ, les relations sont tendues, sans toutefois qu'il n'y ait de conflit armé. L'humanité est alors en pleine expansion, et la préservation des ressources naturelles n'est plus un problème grâce à l'exploitation des planètes nouvellement découvertes. Mais elle subit un coup d'arrêt lorsqu'en 2541, l'espèce extraterrestre Tevarin alors tout juste découverte déclare la guerre à l'UPE pour conquérir ses territoires. La première guerre Tevarin dure quatre ans et ravage plusieurs systèmes planétaires avant de se solder par la défaite des Tevarins, dont le peuple est absorbé par l'UPE et dont les planètes sont terraformées. Le jeune colonel Ivar Messer devient immensément populaire en 2544 à la suite de la victoire d'Idris IV qui marque le tournant du conflit. En 2545, alors que les Tevarins sont presque vaincus, des poches de résistances subsistent et pratiquent une guérilla. La population de l'UPE est épuisée et le gouvernement peine à relancer l'économie et à assurer la sécurité. Au même moment, une série d'attentats meurtriers éclate au cœur de l'UPE. Ils sont à l'époque attribués aux Tevarins, mais il est désormais admis qu'ils furent en fait commandés par Ivar Messer. Ce dernier, qui a entre-temps été promu général en chef des armées, mène une campagne électorale dénonçant l'incapacité du gouvernement. Il est élu en 2546 et provoque un coup d'état peu après. Il met alors en place une dictature autoritaire et héréditaire sous le nom de United Empire of Earth (UEE, « Empire Uni de la Terre » en français) et prend le titre d'Imperator.

#### UEE et Ère Messer
Afin d'alimenter sa propagande, l'UEE désigne l'espèce Xi'An comme le nouvel ennemi. Cette dernière voit d'un très mauvais œil la militarisation grandissante et les visées expansionnistes de Messer. Une véritable guerre froide débute alors entre les deux espèces, chacune se tenant prête à envahir l'autre. D'autre part, les volontés expansionnistes de Messer engendrent une nouvelle vague de découvertes et de terraformations. En 2603 débute la seconde guerre Tevarin. Ces derniers sont à la tête d'une armée nouvellement reconstituée provenant d'un système Tevarin n'ayant pas été découvert, et ont pour objectif la reconquête de leur monde natal. Après sept années de guerre, les Tevarins sont à nouveau défaits et capitulent définitivement en 2610. Il s'ensuit une relative période de stabilité pour l'UEE, marquée par un fort développement économique. Cependant, l'humanité fait connaissance en 2681 avec un nouvel ennemi : l'espèce Vanduul. Pendant les décennies suivantes, les Vanduuls effectuent régulièrement de petits raids dans le système Orion. En 2697, l'empereur Samuel Messer VII est intronisé. Instable, égocentrique et paranoïaque, il renforce encore la pression sur la population. Durant les décennies suivantes, l'inaction de l'UEE dans le système Orion et la xénophobie montante conduisent des mouvements paramilitaires à riposter avec vigueur aux raids Vanduuls. Cette situation prend fin en 2712 avec l'invasion du système Orion par une impressionnante armée Vanduul. Par la suite, l'UEE parvient à les contenir pendant un temps, mais cède à nouveau en 2736 avec la perte des systèmes Tiber et Virgil. À la suite de ces défaites cuisantes, la confiance dans le gouvernement Messer s'ébranle et des mouvements d'activistes anti-Messer sévissent un peu partout. Divisé entre les Xi'An, les Vanduuls et les rebelles, l'UEE n'est plus capable de maintenir l'ordre et la criminalité explose. Mais il faut encore attendre 50 ans pour voir la fin de la dictature des Messer. Durant ce laps de temps, ces derniers ont dû lâcher du lest pour se maintenir au pouvoir, permettant au parlement de regagner une petite influence. En 2789, un sénateur conclut en secret un accord de paix avec les Xi'An qui est voté par le parlement dans la foulée, mais l'Imperator Messer XI refuse de le signer. La révolte gronde, et la répression tourne à plein régime. La révolution éclate finalement en 2792. Messer XI est renversé, et un gouvernement démocratique est mis en place. Celui-ci conserve le nom d'UEE et le titre d'Imperator, qui est alors élu pour un mandat de 10 ans.

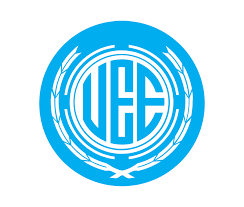
Le logo de l'UEE dans l'univers de Star Citizen.

#### UEE et époque moderne
La détente des relations avec les Xi'An et la liberté retrouvée sont une bouffée d'air frais pour la population et l'économie, et l'UEE retrouve la prospérité. L'heure est à la reconstruction. Durant les décennies suivantes, des accords politiques et commerciaux sont passés avec les Xi'An, et le Fair Chance Act (l'Acte des chances équitables en français), une loi mettant sous protection tous les systèmes planétaires où des formes de vies avancées ont été découvertes, est votée. Malgré ce renouveau, la présence militaire a fondu dans les systèmes en bordure de l'UEE, notamment dans ceux dépourvus de planète habitable qui se retrouvent complètement abandonnés. Certains deviennent ainsi des zones de non-droits et de véritables refuges pour criminels à partir de 2815. Pendant ce temps, la guerre avec les Vanduuls se poursuit, et l'UEE parvient enfin à les contenir grâce à la redirection des forces militaires qui étaient stationnées à la frontière Xi'An. L'UEE vit alors pendant un demi siècle une période calme et le projet Synthémonde, visant à créer une planète artificielle, voit le jour en 2872. Mais cela ne dure qu'un temps, et les Vanduuls poursuivent leur inexorable avancée avec la prise du système Caliban en 2884. L'effort de guerre est alors renforcé afin de stopper les Vanduuls. Durant les décennies suivantes, l'insécurité et la criminalité continuent d'augmenter. Le nombre de nouveaux systèmes découverts diminue drastiquement, et les ressources naturelles se font plus rares. Les inégalités se creusent. En 2920, après 50 ans de travail, le projet Synthémonde ne donne toujours aucun résultat, et l'UEE est à court d'argent. Ce dernier décide alors de vendre le système Stanton alors fraîchement découvert à des mégacorporations privées afin de renflouer ses caisses. Durant les années suivantes, l'économie stagne, et l'UEE est en proie à plusieurs scandales de corruption. Puis en 2945, les Vanduuls dévastent le système Véga, l'UEE se déclare en état de guerre et la population est mobilisée.

### Contexte politique et économique

#### Structure politique et juridique de l'UEE
L'United Empire of Earth est d'inspiration libérale et capitaliste. Le chef du gouvernement est appelé Imperator. Il est élu au suffrage universel pour un mandat de 10 ans non reconductible. L'Imperator est le chef du gouvernement ainsi que le chef des armées. Il possède un pouvoir fort comparable à celui du président dans la Ve République. Il est secondé par le Haut-Secrétaire (chargé entre autres de l'économie et des finances, du transport, du travail), du Haut-Commandant (chargé des armées) et du Haut-Avocat (chargé de la justice et de la sécurité intérieure). Le pouvoir législatif est incarné par le Sénat, composé de 380 membres élus pour un mandat de 5 ans reconductible. Chaque planète est représentée par un nombre de sénateur proportionnel à sa population. Toutes les institutions de l'UEE sont situées sur la planète Terre. La majorité des sénateurs sont membres d'un des trois grands partis politiques que sont les partis Transitionnaliste (pour la décentralisation, le déplacement de la capitale de l'UEE de la Terre vers la planète Terra, l'augmentation des dépenses gouvernementales à travers l'éducation et les sciences, ainsi que de fortes taxes sur les plus riches), le parti Centraliste (pour la baisse des taxes, l'augmentations des dépenses et la régulation de l'économie, la protection de la vie privée et la conservation de la Terre comme capitale, contre les dépenses militaires) et le parti Universaliste (pour une baisse des taxes sur les plus riches, la baisse des dépenses gouvernementales et le libre marché, ainsi qu'une extension des pouvoirs de l'état). Un habitant de l'UEE possède par défaut le statut de civil. La majorité est fixée à 17 ans. Un civil a droit à la propriété privée, doit payer des impôts et peut voter et postuler pour des postes électifs régionaux. Le statut de citoyen peut être obtenu pour services rendus à l'UEE comme effectuer son service militaire, rendre service à la communauté ou sur candidature. Il octroie des avantages supplémentaires comme une réduction d'impôt et la possibilité de voter ou de postuler pour les élections législatives ou de l'Imperator.

#### Contexte actuel
Le gouvernement de l'UEE se trouve dans une situation difficile et est confronté à plusieurs problèmes, dont le plus grave est la guerre contre l'espèce extraterrestre belliqueuse des Vanduuls. Celle-ci dure depuis plus de 250 ans (avec une intensité variable) et a vu les Vanduuls enchaîner victoire sur victoire, contraignant l'humanité à reculer sans cesse en abandonnant certains de ses territoires derrière elle. Un autre problème auquel est confronté l'UEE est la criminalité intense ayant cours au sein même de son territoire, mettant ainsi en péril les activités économiques de l'empire. Celle-ci est due à l'abandon de certains systèmes planétaires par manque d'intérêt économique, leur permettant ainsi de devenir des zones de non-droit et donc de véritables refuges pour criminels en tout genre. Enfin, l'UEE doit affronter des tensions d'ordre politique. Des scandales de corruption sapent la confiance de la population envers le gouvernement, déjà endommagée par l'incapacité de ce dernier à assurer l'ordre face aux criminels. Le projet Synthémonde est au centre des critiques : il s'agit d'un gouffre financier, et plus de 70 ans après ses débuts, il ne présente aucun résultat probant, aucune direction claire et un manque de transparence évident. L'économie est mise à mal par l'effort de guerre. La guerre contre les Vanduuls contribue à la montée de la xénophobie et alimente les tensions avec les autres espèces extraterrestres. Enfin, des dissensions politiques internes profondes existent, alors que certaines planètes voient germer mouvements indépendantistes et milices locales. Ce contexte mène à une militarisation de l'espace public, permettant ainsi aux civils de s'armer et d'accéder à des technologies militaires avancées.

### Technologie
L'univers de Star Citizen se veut réaliste, dans le sens où il essaye d'imaginer un futur plausible. Néanmoins, afin de fournir une expérience ludique satisfaisante, il présente quelques particularités remarquables. Ainsi, il ne comporte pas d'intelligences artificielles ou de robots évolués, leurs capacités étant plus ou moins équivalentes aux robots et ordinateurs du XXIe siècle. En effet, on pourrait penser que dans le futur où se déroule Star Citizen, une grande partie des forces armées seraient automatisées, de même que la plupart des métiers, ce qui ne présenterait alors qu'une expérience ludique limitée pour le joueur.
Une grande partie des avancées technologiques dans Star Citizen sont liées au transport spatial. Ainsi, la maîtrise et la miniaturisation du moteur à fusion nucléaire permet la construction de vaisseaux spatiaux compacts (quelques mètres) et bon marché capables de s'arracher facilement de l'attraction gravitationnelle d'une planète et d'effectuer de longs trajets sans ravitaillement. La mise au point d'un second type de moteur appelé moteur quantum (ou quantique) permet quant à elle aux vaisseaux spatiaux de voyager à un dixième de la vitesse de la lumière, permettant ainsi de traverser le système solaire en quelques heures. Enfin, un troisième type de moteur nommé moteur de saut permet aux vaisseaux d'emprunter des points de saut pour voyager entre systèmes planétaires. La plupart des vaisseaux possèdent également un générateur de gravité artificielle permettant ainsi de longs séjours dans l'espace sans problèmes de santé. Bien qu'elle ne soit pas employée dans les vaisseaux, la maîtrise de l'antimatière permet à l'homme de profiter d'une énergie bon marché à très haut rendement utilisée pour alimenter la population en électricité. L'antimatière est aussi utilisée comme arme. Des avancées scientifiques majeures rendent possible la terraformation de planètes en quelques années, permettant à l'homme de s'étendre rapidement dans la galaxie. La terraformation repose en partie sur l'utilisation de plantes génétiquement modifiées. Ces dernières trouvent d'ailleurs leur application dans de nombreux domaines, comme l'agriculture ou la santé. Leur utilisation pour la production de médicaments nouveaux ainsi que d'autres progrès décisifs ont permis à l'espérance de vie moyenne de dépasser les 100 ans, et atteindre l'âge de 130 ans n'est pas rare pour les populations les mieux soignées.

### Espèces extraterrestres
En plus des humains, l'univers de Star Citizen comprends plusieurs espèces extraterrestres. Celles-ci ne seront pas jouables. Pour l'instant, seuls les Vanduuls sont en développement actif pour les besoins du jeu Squadron 42. Voici les quatre espèces extraterrestres principales, dont la morphologie, l'intelligence et la technologie sont comparables à celle des humains.

#### Banu
Les Banus (prononciation : /ba.ny/) sont la première espèce extraterrestre intelligente rencontrée par l'homme (en 2438). Les Banus sont une espèce plutôt pacifique possédant un système politique décentralisé, où chaque planète est indépendante et dispose de son propre gouvernement. Ce sont avant tout des commerçants. Leurs planètes aux environnements très variés sont hautes en couleur, et si chacune d'elles possède des différences culturelles, toutes se regroupent autour de l’amour des richesses et des échanges marchands. La société Banu accorde une grande importance aux protocoles et aux traditions, mais les Banus ne semblent pas posséder de religion officielle et ne s'intéressent guère au passé (au point que peu se souviennent de leur planète d'origine). Leurs relations diplomatiques et économiques avec l'UEE sont excellentes, avec une grande interpénétration des marchés. De nombreux Banus habitent dans l'Empire, et inversement. Néanmoins, leur profond respect pour le commerce, quelle que soit sa nature, les pousse à fermer les yeux sur la contrebande et certaines activités illégales, ainsi les Banus sont-ils peu coopératifs avec la police de l'UEE lorsqu'il s'agit d'extrader des criminels de leur territoire.

#### Xi'An
Les Xi'An (prononciation : /ˈʃi.an/) sont la deuxième espèce extraterrestre intelligente rencontrée par l'homme (en 2530). Bien que leur technologie ne soit que légèrement supérieure à celle des humains, il est estimé qu'ils sont présents dans l'espace depuis au moins 2000 ans. La longévité des Xi'an est particulièrement grande et dépasse les 300 ans. Cela a une forte influence sur leur mode de pensée : fins diplomates, les Xi'An sont patients et raffinés et pensent à long terme, ayant des décennies à l'esprit. Ils ont une attitude calme et réservée. Le système politique Xi'An est une monarchie héréditaire dont l'empereur est vénéré presque au même titre qu'un dieu, ce qui constitue leur seule religion connue. L'empire Xi'An est vaste, et chacune de ses planètes est spécialisée à l'extrême.
Xi'an et humains eurent des relations tumultueuses au cours des âges. Ainsi, dès le premier contact entre les deux espèces en 2530, les relations furent tendues. Celles-ci se dégradèrent encore quand, vingt ans plus tard, après la première guerre contre les Tevarins, l'humanité tomba sous le joug de la dictature des Messer. Les Xi'An considéraient alors l'humanité comme une espèce aveugle et destructrice et se préparaient à un conflit armé, tandis que de l'autre côté, la dictature des Messer avait besoin d'un ennemi extérieur pour alimenter sa propagande. Il résulta de cette situation une guerre froide qui dura plus de 200 ans, où un conflit total fut plusieurs fois évité de justesse. Elle se termina par un traité de paix signé en 2789, au moment même où la dictature des Messer était sur le point de tomber. Depuis cette date, les relations entre l'UEE et l'empire Xi'An se sont nettement détendues, avec notamment plusieurs traités commerciaux, des initiatives communes et des partenariats technologiques. Malgré tout, de nombreux Xi'An ayant vécu durant l'ère Messer demeurent extrêmement méfiants envers l'humanité, tandis que beaucoup d'humains craignent que les traités commerciaux passés avec les Xi'An inondent le marché de leurs produits et détruisent des emplois. De plus, s'il n'est pas rare de croiser un Xi'An dans l'UEE, l'empire Xi'An reste relativement interdit aux humains.

#### Tevarin
Les Tevarins (prononciation : /tevaʁin/) sont la troisième espèce extraterrestre intelligente rencontrée par l'homme. Le premier contact fut établi en 2541 de manière pacifique. Bien que la technologie Tevarin n'était pas aussi avancée que celle de l'humanité, les Tevarin commençaient à s'étendre dans l'univers. Leur société était martiale, fière et vénérait la guerre, l'honneur et le devoir. Les Tevarins désiraient les possessions de l'humanité et attaquèrent les premiers. Ce qui manquait aux Tevarins d'un point de vue technologique était amplement compensé par leur génie stratégique et leur endurance, ce qui eut pour conséquence de faire durer la guerre pendant quatre années. Elle se solda par la défaite des Tevarins, et l'humanité terraforma leurs planètes en vue de leur colonisation humaine. Les survivants Tevarins furent absorbés ou s'enfuirent dans les systèmes Banu et Xi'An. Cinquante-huit ans plus tard, en 2603, un chef de guerre Tevarin attaqua l'humanité avec une armée reconstituée depuis un de leurs systèmes planétaires qui n'avait pas été découvert. Leur objectif était de reprendre possession d'Elysium IV, leur ancien monde natal. La guerre fit rage durant sept ans et se termina en 2610 par la capitulation totale de l'espèce Tevarin. Aujourd'hui, les Tevarins demeurent peu nombreux. La plupart font désormais partie intégrante de l'UEE et cohabitent avec les humains. Quelque uns vivent en marge de la société, dans la nostalgie, ou alors réclament leur indépendance. Auparavant, les Tevarins avaient pour religion le Rijora, un code guerrier et de conduite qui était célébré par de grandes chorégraphies très précises et complexes. Après la guerre et leurs défaites, s'apercevant que leur religion les avait menés à leur perte, les Tevarins détruisirent la plupart des traces et lieux de culte du Rijora au cours d'une période intitulée la Purge.

#### Vanduul
Les Vanduuls (prononciation : /van.duːl/) sont la quatrième espèce extraterrestre découverte par l'humanité. Le premier contact s’est conclu par l’anéantissement d’une colonie humaine en 2681, et les relations avec les Vanduuls n’ont pas réellement évolué depuis. L’intégralité des rencontres entre Vanduuls et humains se sont soldées par des combats. Ainsi, depuis 2681, l'humanité est en conflit ouvert plus ou moins permanent avec les Vanduuls. Les affrontements ont eu une intensité variable aux cours des trois derniers siècles, les Vanduuls se contentant souvent d'effectuer des raids et de tout piller sur leur passage. Mais à plusieurs occasions, les Vanduuls ont complètement envahi un système planétaire. Depuis le début de la guerre, l'humanité est donc constamment sur la défensive et n'a jamais cessé de perdre du terrain. Les Vanduuls sont agressifs avec toutes les autres espèces qu'ils rencontrent, mais semblent haïr tout particulièrement l'humanité pour une raison inconnue. Les Vanduuls sont organisés en vastes clans autonomes se faisant régulièrement la guerre entre eux. Ils possèdent un mode de vie nomade, ce qui les pousse à toujours visiter de nouveaux territoires afin de les exploiter jusqu'à épuisement des ressources. Malgré leur comportement qui peut sembler bestial, les Vanduuls sont loin d'être stupides. Ils possèdent une technologie avancée et entièrement tournée vers la guerre, qui repose sur un assemblage des technologies des espèces qu'ils ont combattues. Leur existence est rythmée par la violence et les conflits permanents, ce qui en fait de redoutables combattants, au sol comme dans l'espace.
Autres espèces :
- les Kr'thak sont une espèce intelligente ayant eu un long conflit avec les Xi'An. Aucun de ses représentants n'a jamais été aperçu par un humain ;
- les Hadésiens sont une espèce intelligente disparue depuis des millénaires, uniquement connue grâce aux vestiges qu'elle a laissés sur sa planète d'origine[30] ;
- les Osoïens sont une espèce intelligente primitive n'ayant pas encore inventé l'écriture[31]. Ils sont protégés et les interactions avec eux sont strictement réglementées afin de ne pas interférer avec leur développement.

## Système de jeu
Dans Star Citizen, le joueur est libre de choisir sa voie (jeu de type monde ouvert) lui permettant ainsi, quel que soit son choix, de lui offrir une expérience complète. Il n'y a aucun système de classe ou de spécialisation comme dans les jeux de rôle classiques, il s'agit davantage de choix liés à l'équipement et au vaisseau utilisé. Les avatars des joueurs n'ont pas de caractéristiques propres. Ainsi, leurs capacités dépendent uniquement de leur équipement du moment et de l’habileté du joueur. De même, il n'y a aucun système de progression dans le jeu. Il n'y a ni niveau d'expérience, ni arbre de compétence, ni progression matérielle. Star Citizen est pensé pour devenir un jeu massivement multijoueur, prenant place dans un univers vivant et dynamique à l'histoire détaillée, permettant aux joueurs d'interagir les uns avec les autres. L'accent est particulièrement mis sur l'immersion, le réalisme et le sens du détail afin de plonger les joueurs dans une véritable "simulation de vie 930 ans dans le futur".

### Modes de jeu

#### Univers persistant
L'univers persistant (Persistent Universe ou PU) est le quatrième module de Star Citizen (voir la section « Modèle de développement »). Il est disponible depuis le 12 décembre 2015, date de la sortie de la version 2.0 de l'alpha de Star Citizen. L'univers persistant est le mode de jeu principal de Star Citizen et rassemble l'expérience des trois autres modules (combat spatial, combat à pied, villes). Il concentre la grande majorité des ressources de développement depuis sa sortie.
Actuellement, l'univers persistant est divisé en de nombreuses instances, chacune soutenue par un serveur différent. Le nombre de joueurs par instance est pour le moment limité à 500. Cependant, l'objectif visé par le studio CIG est de n'avoir qu'une instance, soutenue par de multiples serveurs, permettant ainsi sous certaines conditions à l'ensemble des joueurs de se rencontrer en jeu sans temps de chargement.

#### Arena Commander
Arena Commander est le module de vol (deuxième module disponible depuis la version alpha du jeu, voir la section Modèle de développement), dans un premier temps disponible en version alpha, dans laquelle le joueur peut piloter son vaisseau et participer à des batailles spatiales (dogfights) jouables seul contre des ennemis gérés par le jeu (intelligence artificielle) ou contre d'autres joueurs connectés en réseau (joueur contre Joueur), ou encore participer à des courses de vaisseaux contre d'autres joueurs. Arena Commander est disponible pour les personnes ayant acheté un pack du mode massivement multijoueur du jeu et permet de tester les aptitudes des vaisseaux pour participer au développement du jeu (voir Version d'un logiciel).

#### Star Marine(aujourd'hui regroupé avec Arena Commander)
Star Marine est le cinquième module de Star Citizen. Il est au combat au sol ce que Arena Commander est au combat spatial. C'est le module FPS du jeu (jeu de tir à la première personne). Il est sorti le 3 janvier 2017 à l'occasion de la mise à jour 2.6 de l'alpha de Star Citizen. Dans le même esprit qu'Arena Commander, le mode Star Marine représente une simulation de combats terrestres et n'a pas d'influence sur l'univers persistant du jeu. Star Marine est utilisé par les développeurs pour l'équilibrage des armes et le test de mécaniques de FPS.

#### Squadron 42
Squadron 42 est un jeu vidéo développé en parallèle de Star Citizen par le même studio. Les deux jeux partagent le même univers et beaucoup de points communs (vaisseaux, mécaniques de jeu, lieux…), mais là où Star Citizen se focalise sur l'expérience multijoueur et la liberté du joueur, Squadron 42 proposera une expérience solo axée sur une histoire scénarisée. Contrairement à Star Citizen, les joueurs ne peuvent cependant pas encore jouer à une version Alpha du jeu.

### Professions
Star Citizen veut offrir une très grande liberté aux joueurs quant à leur activité dans le jeu. De nombreuses professions soutenues par une boucle de gameplay complète sont prévues, sans compter toutes les professions supplémentaires improvisées par les joueurs grâce à leur imagination (on parle alors de gameplay émergent). Le but des développeurs est qu'il y ait des métiers pour tous les goûts, tout en faisant en sorte que le gameplay associé à chaque profession sont suffisamment fourni et complet pour occuper le joueur pendant plusieurs dizaines d'heures. Un autre objectif est que toutes les professions soient interdépendantes dans le but de créer un univers vivant où les joueurs sont en constante interaction. Cela est notamment rendu possible par une simulation de l'univers dynamique (appelée Quantum) et par les balises de service, qui permettent aux joueurs de créer des missions pour d'autres joueurs. Ainsi, à terme, le jeu engendrera naturellement des situations impliquant de multiples joueurs et de multiples professions comme dans l'exemple suivant : un joueur en train de miner un astéroïde crée une mission via une balise de service pour un joueur ayant un vaisseau cargo afin que celui-ci apporte les minerais jusqu'à une raffinerie. Mais lorsque les deux premiers se rejoignent, 3 joueurs pirates attaquent afin de s'emparer des minerais. Une balise de détresse est alors émise, et deux joueurs chasseurs de primes répondent à l'appel afin de combattre les pirates. Des joueurs sont blessés, et un appel est capté par un joueur dans les environs possédant un vaisseau ambulance. Non loin du combat, un joueur possédant un vaisseau d'exploration doté de puissants senseurs a détecté une grande activité caractéristique d'un combat. Il met alors en vente aux enchères la localisation du combat. Un joueurs doté d'un vaisseau de recyclage achète ensuite ces données et se rend sur les lieux du combat afin de récolter les carcasses fumantes des vaisseaux détruits, de les recycler et de les revendre.

### Planètes procédurales
Les planètes procédurales sont un élément primordial du gameplay de Star Citizen. En effet, un grand nombre de missions et d'actions variées s'effectuent à leur surface. Les planètes procédurales dans Star Citizen utilisent la technologie de génération procédurale. À l'origine, les planètes procédurales ne faisaient pas partie du projet initial de Star Citizen. Il était prévu que seules de petites zones des planètes soient accessibles à pied, le reste ne pouvant qu'être survolé depuis l'espace. Cependant, les rentrées financières importantes et la maturité de la technologie de génération procédurale poussèrent Chris Roberts, le fondateur de Star Citizen, à inclure cette fonctionnalité dans le jeu final. Le premier aperçu des planètes procédurales fut une mission scénarisée prenant place à la surface du planétoïde Delamar lors de la Gamescom 2016. Les premières planètes procédurales (le planétoïde Delamar ainsi que les 3 lunes de la planète Crusader) sont disponibles pour tous les joueurs depuis la mise à jour 3.0 publiée en décembre 2017. La mise à jour 3.3.5 publiée en novembre 2018 marque l'apparition de la première vraie planète, Hurston, ainsi que de ses quatre lunes.
L'univers de Star Citizen comprend plus de 90 systèmes planétaires dont une soixantaine potentiellement visitables soit un total d'environ 200 planètes. Cependant, les équipes du studio ont indiqué que le jeu ne comprendra à sa sortie que 5 à 10 systèmes, étant donné le temps nécessaire, qui est de 6 mois à 1 an, pour réaliser un système. En effet, les 90 systèmes ont été imaginés à une période où les planètes procédurales n'étaient pas encore prévues dans le jeu, ce qui rendait l'objectif atteignable. Si à cause des planètes procédurales le temps de réalisation d'un système est bien plus élevé, la zone de jeu accessible à pied sur les planètes s'en retrouve démultipliée. Ainsi, les planètes du jeu sont à l'échelle 1/10e, et les lunes à l'échelle 1/6e ce qui représente des surfaces de plusieurs centaines de millions de kilomètres carrés par planète. Chaque planète possède un ou plusieurs biomes variés (océan, montagne, désert, canyon, jungle, volcanique, acide, banquise…). Il faut également souligner que chaque planète tourne sur elle-même et possède donc un cycle jour-nuit ainsi qu'une météorologie propre, qui influe sur la visibilité ou les conditions de vol. Il est également prévu que certaines planètes possèdent de la faune en plus de la flore déjà présente. Toutes les planètes et les systèmes de Star Citizen peuvent être consultés sur la carte interactive officielle en trois dimensions ARK Starmap. Chaque planète et système possède une histoire propre, liée à son passé, son économie, ses ressources, l'espèce qui la contrôle, ou encore à son caractère militaire ou rebelle.
Le processus de création des planètes procédurales se fait à l'aide d'outils développés spécifiquement pour Star Citizen par ses développeurs. Après avoir défini l'apparence générale de la planète (couleur, taille, relief, nombre, type et fréquence des biomes), une première utilisation de la génération procédurale est faite pour le terrain. Les développeurs effectuent régulièrement des retouches manuelles afin que l'environnement paraisse le plus naturel possible. Ensuite, les plus petits éléments de reliefs tels que les amas de rochers sont ajoutés. Vient ensuite la flore. Enfin, s'il y a lieu, la génération procédurale est également utilisée pour la création de villes. Chris Roberts a révélé que les joueurs pourront posséder un pied-à-terre dans certaines villes. Il sera aussi possible pour les joueurs d'acheter une parcelle de terrain vierge sur certaines lunes ou planètes et d'y construire leur propre avant-poste grâce à un vaisseau dédié afin d'effectuer des opérations de minage, de raffinage, d'agriculture, de stockage ou tout simplement pour avoir un endroit où se sentir chez soi. Sur les planètes, les opportunités de jeu sont nombreuses. Beaucoup de missions s'effectuent au sol, ou à la fois au sol et dans l'espace. De nombreux équipements (armes, armures, composants de vaisseaux…) ne s'achètent que dans un magasin d'une ville spécifique, tout comme certains donneurs de missions sont exclusivement présents dans certaines villes.

### Vaisseaux
Les vaisseaux spatiaux dans Star Citizen sont un élément central du jeu, le joueur l'utilisant pour se déplacer, pour transporter des marchandises, pour accomplir des missions, etc. Tous les vaisseaux sont modélisés avec précisions et sont entièrement visitables à pied (dans le cas où ils possèdent un intérieur). Les vaisseaux dans Star Citizen permettent de réaliser une grande diversité de tâche en fonction de leur spécialisation et de leur équipement. On dénombre ainsi des vaisseaux affectés au transport de passager, au transport de marchandise, à la guerre électronique, au minage, au sauvetage, au recyclage, à l'exploration, au ravitaillement, à la course, au tourisme et au combat (avec de nombreuses sous-catégories tel que chasseur, bombardier, porte-vaisseau, débarquement de troupes). Les vaisseaux dans Star Citizen disposent de plusieurs variantes, adaptant le vaisseau à une certaine tâche ou fonction (par exemple : une variante de transport possède une soute plus grande, une variante de combat possède plus d'armes). De plus, le jeu permet un niveau de personnalisation supplémentaire avec un système de composants, permettant au joueur de choisir quel équipement installer sur leur vaisseau. La majeure partie des vaisseaux de Star Citizen sont multi-équipages, c'est-à-dire que plusieurs joueurs peuvent s'y déplacer à pieds et y effectuer des tâches alors même que le vaisseau est piloté et est en mouvement. Cela permet une grande variété de rôles dans les vaisseaux. On peut ainsi lister les rôles de pilote et de copilote, d'opérateur (afin de gérer le radar et les communications), de mécanicien, et de nombreux autres rôles spécifiques à la fonction du vaisseau. En 2020, 84 vaisseaux et véhicules uniques (136 en incluant les variantes) ont été annoncés, répartis entre 13 constructeurs différents. Parmi ceux-ci, 52 sont déjà pilotables aujourd'hui (88 en incluant les variantes) soit environ 62% des vaisseaux annoncés. Ceci fait de Star Citizen l'un des jeux de simulation spatiale comprenant la plus grande diversité et quantité d'appareils.

### Économie du jeu
La monnaie du jeu est l'UEC (pour United Earth Credit). L'économie prévue par le jeu s'inscrit dans un contexte où les joueurs ne représentent que 10 % de la population globale (90 % étant des personnages non joueurs ou PNJ). Cette prédominance des PNJ permettrait de réguler l'économie dans le cas où elle serait déstabilisée par les actions des joueurs. En effet, l'économie serait aussi influencée par les actions des joueurs, qui peuvent être marchands — transportant des ressources et des produits finis en traversant la Galaxie et modifiant ainsi l'offre et la demande —, mineurs ou collecteurs de ressources — travaillant pour extraire les matières premières à partir des sources disponibles. Les raffineries transformeront les matières premières en matériaux utilisables et les usines les récupéreront pour fabriquer les produits finis selon la demande. Les pirates, en volant ou détruisant les biens, auront aussi une grande influence. Un système appelé Quantum par les développeurs, dont la mise en place nécessite l'implémentation d'autres systèmes de jeux pas encore terminés.. La persistance complète et l'augmentation du nombre de joueurs par serveur devrait permettre à l'économie de devenir un élément de gameplay à part entière. Actuellement, l'argent et les possessions des joueurs sont persistants entre chaque mise à jour, bien que les développeurs se réservent le droit de faire une remise à zéro pour des raisons techniques, comme ce fut le cas à la sortie de la version 3.15.

### Mort du personnage
La mort définitive sera présente dans le jeu. Cela ne se produira qu'après plusieurs résurrections rendues possibles par les progrès scientifiques. À la suite d'un décès, le personnage pourra garder des séquelles comme un membre manquant ou des cicatrices. Après un certain nombre de morts, le personnage sera définitivement supprimé, et il faudra donc désigner un héritier qui prendra la relève et héritera d'une partie de l'argent, des possessions et de la réputation de l'ancien personnage joué.

## Développement
Star Citizen est actuellement développé par Cloud Imperium Games, groupe fondé en 2012 par Chris Roberts (connu pour avoir créé les jeux Wing Commander, Wing Commander: Privateer, Starlancer et Freelancer). Le jeu est en phase alpha depuis début juin 2013. Depuis novembre 2020, l'entreprise montréalaise Turbulent pilote et produit en partie le jeu vidéo.

### Origines
Le graphique qui aurait dû être présenté ici ne peut pas être affiché car il utilise l'ancienne extension Graph, désactivée pour des questions de sécurité. Des indications pour créer un nouveau graphique avec la nouvelle extension Chart sont disponibles ici.

Évolution de l'effectif de l'entreprise Cloud Imperium Games depuis 2012.
La genèse du projet Star Citizen prend sa source dans la vision de Chris Roberts, cofondateur de Cloud Imperium Games, le studio qui développe Star Citizen. Dans les années 1990, Roberts se fait connaître grâce à la série de jeu vidéo de combat spatial Wing Commander dont il est l'architecte. Au début des années 2000, Chris Roberts travaille activement sur le développement du jeu Freelancer, pour lequel il a de grandes ambitions. En effet, Freelancer doit immerger le joueur dans un univers de science-fiction dynamique et vivant, comprenant une économie, des villes et des factions en constante évolution sans intervention du joueur. Cependant, en raison de limitations techniques et de contraintes de temps et de budget, l'éditeur Microsoft ordonne de sortir le jeu au rabais en 2003 sans son élément principal, le monde dynamique. Frustré par cet échec, Chris Roberts laisse de côté la création de jeux vidéo pour quelques années, sans toutefois abandonner son rêve d'un univers massivement multijoueur dynamique et révolutionnaire. En 2011, Chris Roberts relance son ambition. À l'aide de quelques anciens collègues et amis, il jette les bases de Star Citizen. Puis, des sous-traitants sont embauchés afin de créer un prototype du jeu en utilisant le CryEngine 3. Enfin, Star Citizen est présenté officiellement à la Game Developers Conference le 10 octobre 2012 et une campagne de financement participatif est ouverte sur Kickstarter dans le but d'attirer des investisseurs extérieurs. Mais devant le succès de la campagne et ayant appris de ses déboires avec l'éditeur Microsoft, Chris Roberts décide de se passer d'éditeur et de poursuivre la campagne de financement participatif sur le site internet du jeu.

### Kickstarter et premiers éléments jouables
Lors de ses débuts sur Kickstarter fin 2012, Star Citizen est décrit comme concentrant « tout ce qui rendait Wing Commander, Starlancer et Freelancer spécial ». Le jeu promettait une campagne solo scénarisée, Squadron 42, un univers persistant multijoueur, des serveurs privés acceptant les mods, le support de casque de réalité virtuelle, le tout sans abonnement et sur PC uniquement. L'estimation initiale de la date de sortie est novembre 2014, avec toutes les fonctionnalités disponibles au lancement. Le 29 août 2013, le module de hangar, qui consiste en un petit espace où les joueurs peuvent visiter les vaisseaux déjà modélisés, est rendu jouable à tous ceux ayant contribué un certain montant au financement (autrement dit ayant acheté un vaisseau sur le site du jeu). Il s'agit du premier livrable du jeu, qui inaugure le développement par module.

### Modèle de développement
Initialement, le studio du jeu décide de sortir le jeu par modules séparés[pourquoi ?]. Le jeu doit sortir en cinq modules : 
- module Hangar ;
- module Arena Commander (combat spatial) ;
- module Star Marine (combat FPS) ;
- module Social Planetside ;
- module Univers persistant.

Depuis 2016 et la sortie de la version alpha 2.0 de Star Citizen, le développement se concentre sur l'univers persistant. Ce dernier intègre directement toutes les fonctionnalités qui devaient à l'origine être séparées entre les différents modules.
En janvier 2018, avec la sortie de la version 3.0 de Star Citizen, le studio adopte un modèle de développement et de publication trimestriel des mises à jour. Ainsi, tous les trois mois, une mise à jour est publiée. Si une fonctionnalité n'est pas prête à temps, elle est simplement décalée à la prochaine mise à jour. Durant l'année suivant ce changement, ce système commence à montrer ses limites. En effet, de nombreuses fonctionnalités sont ainsi décalées, et les retards de la version 3.3 et plus récemment les retards et la mauvaise optimisation des mises à jour 3.5 et 3.6 inquiètent la communauté des joueurs.
Depuis septembre 2019 et la publication de la version Alpha 3.7 de Star Citizen, le studio a adopté un système de "développement alterné". Le rythme de développement devient semestriel, tout en conservant une fréquence trimestrielle de publication des mises à jour. Pour cela, l'équipe de développement est divisée en deux groupes : chacun travaille six mois sur une mise à jour, et la publie avec un décalage de trois mois par rapport à l'autre groupe.
Chaque mise à jour est précédée de plusieurs phases de test. Après les tests en interne, la mise à jour est déployée sur le PTU (Public Test Universe, ou « Univers de test public »), au contraire de la version LIVE, qui est la version stable du jeu disponible pour tous. Le PTU est tout d'abord réservé à un millier de joueurs, appelés evocatis, qui sont sous accord de non-divulgation (NDA) ; leur rôle est d'effectuer les premiers tests à grande échelle sur des fonctionnalités précises, afin de fournir un retour aux développeurs et de les aider à résoudre les bugs. Lorsque la version evocati est jugée satisfaisante (en général après deux à trois semaines), le PTU est ouvert à la vague 1, puis aux vagues 2 et 3, et enfin à tous les joueurs. L'accès aux premières vagues du PTU se fait sur des critères comme l'activité en nombre de bugs reportés, l'argent investi dans le projet ou le statut de vidéaste. L'objectif de cette distribution progressive est à nouveau d'aider les développeurs à résoudre les bugs, au moyen d'un système de signalement. Enfin, après une période allant de quelques semaines à quelques mois, la mise à jour est officiellement déployée sur les serveurs LIVE.

### Alpha
La version initiale du Module Hangar permet aux donateurs du projet d'explorer leurs vaisseaux virtuels à partir d'un point de vue à la première personne. Des mises à jour ultérieures du module Hangar comprennent la possibilité d'ajouter des améliorations et des modifications aux vaisseaux des joueurs. Le système de module est destiné à être de nature itérative.
Le second module est présenté au public le 10 avril 2014 lors de la PAX East. Celui-ci est appelé Arena Commander (initialement appelé Dogfighting Module ou DFM) et permet aux donateurs de jouer et tester la partie des combats spatiaux du jeu contre d'autres joueurs. Un mois plus tard, le studio annonce que ce dernier sera disponible le 29 mai 2014, dans une version solo uniquement, l'accès au multijoueur se faisant de façon progressive selon l'ordre de donation. Finalement, ce dernier est mis à disposition le 4 juin 2014 avec la version 0.8. En mars 2014, la société de développement Cloud Imperium Games annonce un partenariat avec la société Moon Collider afin de développer et intégrer l'intelligence artificielle Kytheria dans Arena Commander, puis dans la version finale de Star Citizen. En septembre 2014, l'Arena Commander sort en version 0.9, qui intègre des courses de vaisseaux (Murray Cup), des améliorations sur le pilotage, la possibilité de configurer les périphériques (clavier, joystick, manette) et une refonte des hangars.

#### Alpha 1.x
La version Alpha 1.0.0 est déployée le 19 décembre 2014. Il s'agit d'une version majeure de Star Citizen qui démarre la série des versions Alpha 1.x du jeu. Cette mise à jour apporte beaucoup de changements, notamment l'ajout de plusieurs nouveaux vaisseaux que sont la série des Mustangs, des Aurora, des Hornets, ainsi que le Cutlass Black et l'Avenger, l'ajout des signatures thermique et électromagnétique et radar des vaisseaux utilisées par les missiles pour verrouiller leur cible, l'ajout d'un système de gestion de l'énergie, la prise en compte des effets d'inertie sur le pilote, qui peut alors subir un black-out ou un red-out si le joueur effectue des manœuvres trop violentes, un nouveau système d'ami, de nouvelles animations, de nouveaux sons, un nouveau système de lobby, et de nombreuses corrections de bugs et amélioration des performances.
La version Alpha 1.1.0 est déployée le 20 mars 2015. Elle ajoute de nouvelles fonctionnalités comme le mode freeflight (vol libre, sans combat) en multijoueur, l'ajout de plates-formes d'atterrissage et d'un mode d'atterrissage automatique des vaisseaux, ou encore une révision de la maniabilité des vaisseaux. Un nouveau vaisseau est pilotable, le Gladius, tandis que le Retaliator (qui est resté le plus gros vaisseau du jeu jusqu'à la version 2.6 et l'apparition du Starfarer) est disponible dans le hangar. Un nouveau système de dommages visuels sur le vaisseau est ajouté, ainsi que de nombreuses autres améliorations et corrections de bugs.
Le 29 août 2015, CIG déploie la version Alpha 1.2.0 de Star Citizen. Elle apporte, outre de nombreuses optimisations et corrections de bugs, la première itération du module social, permettant aux joueurs de se retrouver jusqu'à 20 dans la toute première zone d'atterrissage du module : Area 18. Cette zone de test permet aux développeurs de tester de nouvelles fonctionnalités concernant l'Univers Persistant (entre autres, la persistance des achats, la gestion des PNJ).
Le 23 octobre 2015, la version Alpha 1.3.0 est déployée. Cette mise à jour comprend une importante expansion de la zone Area 18 d'ArcCorp. Elle ajoute la zone Galleria en cours de construction, une refonte de l'interface sociale, de nouvelles emotes et l'ajout du buggy Greycat (un véhicule terrestre) pouvant être piloté dans l'Area 18. Durant cette période, de nombreuses morts et explosions sont à déplorer du fait d'un non-respect du code de la route. Cette mise à jour a également introduit certains changements dans l'équilibrage en ce qui concerne la santé des vaisseaux et les dommages causés par les armes, ainsi qu'un certain nombre de corrections de bugs et d'améliorations.

#### Alpha 2.x
Après plusieurs semaines de test sur le PTU (Persistant Test Universe, Univers de Test Persistant en français) et plusieurs versions intermédiaires, la version Alpha 2.0 de Star Citizen est déployée le 12 décembre 2015. Cette mise à jour pose les fondations de l'univers persistant grâce à une nouvelle zone de jeu située dans le système Stanton, autour de la planète gazeuse Crusader. Elle donne la possibilité d'explorer des stations spatiales, d'effectuer des abordages entre vaisseaux, et développe les interactions sociales à l'échelle d'une portion de système planétaires. Le déploiement de cette nouvelle zone permet en outre de disposer d'une première itération du combat à la première personne (initialement prévu pour être publié dans le module FPS). Elle ajoute également la grille de physique intérieure permettant le combat à la première personne à l'intérieur de vaisseaux multijoueurs eux-mêmes en mouvement voir en combat, l'EVA (sortie extravéhiculaire), l'IFCS (littéralement système intelligent de commandes de vol), ainsi que le mode de déplacement Quantum Travel (voyage quantique), permettant de parcourir en vaisseau de grandes distances en peu de temps.
La version Alpha 2.1.0 est déployée un mois après, le 15 janvier 2016. Cette mise à jour donne accès à de nouveaux vaisseaux, tandis que de nombreuses améliorations sont apportées à la zone de jeu de Crusader.
Le 4 mars 2016, la version Alpha 2.2.0 est déployée. Cette mise à jour donne accès à de nouveaux vaisseaux, à un nouveau système de criminalité, à un système de zones surveillées et de chasse à la prime, ainsi qu'à un ensemble d'améliorations pour les animations à la première personne. De nouvelles armes sont à découvrir, ainsi que de nombreuses corrections et améliorations sur tous les aspects du jeu. Le nombre maximum de joueurs par instance dans Crusader passe de 16 à 24.
Le 26 mars 2016, la version Alpha 2.3.0 est déployée. Cette mise à jour donne accès au premier vaisseau Xi'An volant. La mise à jour apporte également deux nouvelles armes FPS ainsi que de nouveaux composants pour vaisseaux, une mise à niveau des animations FPS et EVA, ainsi que de nombreuses corrections de bugs.
Le 9 juin 2016, la version Alpha 2.4.0 est déployée. Cette mise à jour donne accès à une nouvelle expérience d'achat, à une interactivité complète du Hangar depuis le client du jeu via de nouvelles options. Il y a beaucoup de changements à Crusader, avec une refonte de la station Port Olisar et l'ajout de nouvelles missions. Tout cela permet d'implémenter la première version de la persistance en jeu.
Le 25 août 2016, la version Alpha 2.5.0 est déployée. Elle donne accès à un nouveau lieu (une base pirate nommée GrimHEX), à de nouvelles options vestimentaires, à une nouvelle technologie d'atterrissage automatisé et à trois nouveaux vaisseaux. Le système d'interaction Item 2.0 continue sa progression pour les joueurs et les vaisseaux. Cette mise à jour intègre la première version d'un nouveau système de santé. Tout cela s'ajoute aux corrections de bugs pour le reste du jeu et du contenu.
La version Alpha 2.6.0 est déployée le 23 décembre 2016. Cette mise à jour ajoute l'accès au mode de jeu Star Marine, aussi appelé module FPS, qui est le cinquième module de Star Citizen, comprenant deux cartes et deux modes de jeu disponibles. Sont aussi ajoutés quatre nouveaux vaisseaux et de nouveaux mécanismes de combat FPS. Le système de santé est mis à jour pour inclure les saignements et d'autres ajouts mineurs ont été effectués.
La compatibilité avec Linux (et toute autre plateforme) est rendue possible par l'abandon de DirectX12 au profit de Vulkan en mars 2017.

#### Alpha 3.x
Le 23 décembre 2017, la version Alpha 3.0.0 est déployée. Cette mise à jour était attendue avec impatience avec 8 mois d'attente entre l'Alpha 2.6.3 et celle-ci. Elle est considérée par Cloud Imperium Games comme une mise à jour majeure avec de nombreuses améliorations techniques, une révision du code et de nouvelles fonctionnalités. Pour la première fois, les joueurs ont accès à des surfaces planétaires réalisées avec la nouvelle technologie de génération procédurale, sur 3 lunes et 1 astéroïde (cependant, la zone 18 d'Arccorp n'est plus accessible à partir de cette version, elle sera refaite pour la mise à jour 3.5.0). En outre, la mise à jour comprend 4 nouveaux vaisseaux et le premier véhicule terrestre. Le système de mission est retravaillé. Un tout nouveau client pour Star Citizen est créé. De nombreux gameplay, tels que la gestion de l'oxygène et du rythme cardiaque, un nouveau système d'interaction, l'exploration de nouveaux lieux à découvrir sont ajoutés. Cette mise à jour intègre la première version du système d'interaction Item 2.0 qui est inclus dans les vaisseaux. Une nouvelle interface utilisateur est également réalisée. De nombreuses optimisations sont faites, ainsi que de nombreux ajouts graphiques, audio et techniques en général.
Le 31 mars 2018, la version Alpha 3.1.0 est déployée. Cette mise à jour inclut la première version de personnalisation des personnages, avec une amélioration de la technologie procédurale des planètes, des améliorations et des ajouts du gameplay, des ajouts de vaisseaux, des armes et des améliorations de performance, et d'autres petites améliorations.
Le 30 juin 2018, la version Alpha 3.2.0 est déployée. Cette mise à jour inclut une refonte d'un lot d'armures, de nombreux éléments de gameplay (comme la première version du minage ou encore un système de groupe d'amis), de nombreux nouveaux vaisseaux, des armes, des améliorations de performance et d'autres améliorations mineures.
Le 9 novembre 2018, la version Alpha 3.3.0 est déployée. En termes de changements majeurs, cette dernière intègre l'OCS (Object Container Streaming) qui est une technologie nécessaire à l'expansion de la zone de jeu à plusieurs planètes. Le principal objectif de ce système est d'améliorer les performances pour de nombreux joueurs. Cette mise à jour ajoute la VoIP, qui permet de parler à d'autres joueurs en jeu, et la FoIP (Face over IP), qui est une technologie de Cloud Imperium Games permettant de transmettre des expressions faciales (capturées par une webcam) en jeu. Au total, cette mise à jour ajoute un donneur de mission, des stations spatiales aires de repos, des PNJ capables de combat FPS, ajoute et améliore plusieurs éléments de gameplay, ajoute et retravaille plusieurs vaisseaux/véhicules et ajoute des armes, et bien d'autres améliorations mineures.
Le 20 novembre 2018, la version Alpha 3.3.5 est déployée. Cette mise à jour apporte ce que la mise à jour Alpha 3.3.0 n'a pas pu intégrer par manque de temps. Elle ajoute un donneur de mission, une collection de vêtements, une armure et la planète Hurston (qui est la première vraie planète visitable de Star Citizen) avec sa capitale Lorville ainsi que ses 4 lunes. Les zones de restrictions de vol font aussi leur apparition.
Le 20 décembre 2018, la version Alpha 3.4.0 est déployée. Cette dernière ajoute deux donneurs de mission, une armure, ajoute le quartier économique de Lorville, des améliorations du gameplay, des vaisseaux, des armes, des optimisations partielles et bien d'autres améliorations mineures. Cette mise à jour est moins importante que les précédentes, en raison du retard des mises à jour Alpha 3.3.0 et Alpha 3.3.5.
Le 17 avril 2019, la version Alpha 3.5.0 est déployée. Celle-ci apporte de nombreux changements, parmi lesquels : une nouvelle planète, Arccorp, sa zone d'atterrissage Area 18 (que les joueurs pouvaient précédemment visiter dans le module social) ainsi que ses 2 lunes, la possibilité pour les joueurs d'incarner un personnage féminin, un nouveau système de création de personnage, une refonte complète du modèle de vol des vaisseaux, une première itération d'un outil de personnalisation de vaisseau. L'accueil de cette mise à jour par la communauté des joueurs fut mitigé en raison de son retard de plusieurs jours et des nombreux bugs l'accompagnant.
Le 19 juin 2019, la version Alpha 3.6.0 de Star Citizen est déployée. Celle-ci comprend notamment une refonte de l'extérieur des stations spatiales de repos, l'ajout d'un système de loi et de marché noir, la première version des accessoires pour les armes, et bien d'autres mises à jour importantes visuellement et dans la manière dont le jeu fonctionne. La mise à jour 3.6.2 apporte l'immense vaisseau de luxe 890 Jump, aujourd'hui encore le plus grand vaisseau actuellement pilotable en jeu. La 3.6 est une mise à jour mineure en termes de contenu.
Le 11 octobre 2019, la version Alpha 3.7.0 de Star Citizen est déployée. Celle-ci comprend notamment l'ajout de grottes placées à la surface de lunes et planètes, la possibilité de faire du minage à pied, le partage de mission et l'ajout d'une nouvelle carte au module star Marine. De plus, la mise à jour ajoute un système d'inventaire personnel, la deuxième version des accessoires pour les armes, et la location de vaisseaux. C'est une mise à jour mineure en matière de contenu. Elle fut cependant bien accueillie par la communauté des joueurs car sa qualité de finition était bien supérieure aux deux mises à jour précédentes, ce qui fut rendu possible par le passage au "développement alterné" (voir modèle de développement).
Le 21 décembre 2019, la version Alpha 3.8.0 de Star Citizen est déployée. C'est une mise à jour importante qui comporte l'ajout de la planète Microtech avec l'extérieur de sa zone d'atterrissage, une refonte de l'intérieur des stations spatiales de repos, le combat au corps-à-corps, des améliorations au gameplay de minage, au système de loi et aux mouvements de caméra. Mais les plus gros ajouts sont le Server-side Object Container Streaming (SOCS) et la conversion de toutes les planètes et lunes à la version 4 de la technologie de planète procédurale. Le premier est indispensable à l'ajout de contenu en masse (planètes, villes, points d'intérêts, stations, PNJ…) et améliore les performances tandis que le second permet une création de planète très rapide par rapport à la version 3, une grosse augmentation de la qualité visuelle ainsi que des effets météo à la surface des planètes.
Le 29 avril 2020, la mise à jour Alpha 3.9.0 de Star Citizen est déployée. C'est une mise à jour moyenne. Parmi les principaux ajouts, on trouve l'intérieur de la ville de New Babbage, les trois lunes de Microtech, les prisons ainsi que le gameplay associé, l'influence de la faim, de la soif ainsi que de la température extérieure sur la santé du personnage, le vaisseau Prowler, une refonte du système de groupe et d'amis, des améliorations de l'IA, de nouvelles missions ainsi que des résolutions de bug. Initialement prévue pour fin mars, cette mise à jour 3.9 a subi presque un mois de retard dû à l'impact de l'épidémie à coronavirus sur le développement.
Le 5 août 2020, la mise à jour Alpha 3.10.0 de Star Citizen est déployée. C'est une petite mise à jour en termes de contenu, mais qui apporte cependant des équilibrages et des améliorations du confort de jeu importants. Parmi les principaux changements, figure une refonte du modèle de vol des vaisseaux en atmosphère, une nouvelle interface pour les cockpits des vaisseaux, des améliorations aux tourelles, aux armes fixes et au combat à grande vitesse, de nouvelles zones dans les villes, l'ajout d'un véhicule terrestre de minage, ainsi que de nouvelles armes électriques et une application de transfert d'argent entre joueurs en jeu. Comme la 3.9, cette mise à jour est déployée avec près d'un mois de retard pour les mêmes raisons.
Le 8 octobre 2020, la mise à jour Alpha 3.11.0 de Star Citizen est déployée. Encore une fois, cette mise à jour est pauvre en contenu et se concentre principalement sur l'amélioration de l'expérience et du confort de jeu via de nombreuses petites améliorations. Parmi les nouveautés majeures, on trouve une amélioration visuelle des planètes procédurales, une nouvelle section dédiée au cargo sur les stations spatiales, un nouveau vaisseau, deux nouvelles armes à feu, l'implémentation des forces d'inertie pour les personnages, des ajustements pour les missiles et pour le système de loi, ainsi qu'une nouvelle interface pour les inventaires et le lancer d'objets. Contrairement à la 3.9 et à la 3.10, la 3.11 n'a pas eu de retard, ce qui a sans doute contribué à sa pauvreté en contenu, les équipes n'ayant eu que 2 mois au lieu de 3 habituellement pour la travailler.
Le 17 décembre 2020, la mise à jour 3.12.0 de Star Citizen est déployée. Comme la précédente, c'est une mise à jour assez cosmétique qui comprend de nombreux ajouts améliorant la qualité de l'expérience du joueur. Entre autres modifications, se trouvent des améliorations du gameplay de minage, l'ajout de l'embryon de système de réputation, des améliorations visuelles, des améliorations de l'IA et du gameplay liées aux missiles et torpilles et l'ajout de modules de raffineries aux stations spatiales.
Le 22 avril 2021, la mise à jour Alpha 3.13.0 de Star Citizen est déployée. Comme les mises à jour précédente, la 3.13 contient surtout des ajouts mineurs. Parmi ceux-ci, on trouve la possibilité d'amarrer certains vaisseaux à des stations ou entre eux, une amélioration visuelle des astéroïdes et des boucliers de vaisseaux, de nouvelles entrées de grottes, des améliorations du minage et de nouveaux véhicules.
Le 6 août 2021, la mise à jour Alpha 3.14.0 de Star Citizen est déployée. Contrairement aux mises à jour précédente, la 3.14 apporte un ajout majeur : la planète géante gazeuse Crusader, sa capitale Orison et la technologie de nuages volumétriques. Cependant, à côté de ça, les ajouts sont assez peu nombreux. On compte seulement des améliorations au gameplay de combat en vaisseaux.
Le 10 novembre 2021, la mise à jour Alpha 3.15.0 de Star Citizen est déployée. C'est une mise à jour majeure. Elle apporte le gameplay médical, ce qui constitue le premier ajout d'une boucle de gameplay depuis le minage en 3.1. Elle apporte également l'inventaire physique. Ainsi, les joueurs ne possèdent plus d'inventaire magique leur permettant d'accéder à leur possessions où qu'elles soient. Les objets accessibles au joueur se limitent aux objets qu'il peut transporter dans son sac à dos et sa combinaison, et éventuellement son vaisseau. Ces objets sont perdus à la mort du personnage et peuvent être lootés. Enfin, de nouveaux vaisseaux sont ajoutés, l'interface est améliorée, et de nouveaux lieux (les hôpitaux) sont ajoutés.
Le 21 décembre 2021, la mise à jour 3.16.0 de Star Citizen est déployée. Cette mise à jour est la plus maigre en contenu depuis plusieurs années. Elle ajoute seulement un évènement en jeu, un nouvel hôpital, une refonte du modèle de vol des motos et quelques améliorations mineures.
Le 30 avril 2022, la mise à jour 3.17.0 de Star Citizen est déployée. Elle comprend, entre autres, le transfert de carburant entre vaisseaux, l'ajout des nuages volumétriques sur Hurston et de l'hôpital de Lorville, de premiers tests de rivière sur Microtech et l'ajout du vaisseau Hull A.
La mise à jour 3.17.2 de Star Citizen est déployée le 28 juillet 2022 et apporte un nouvel évènement dynamique : "Siège of Orison", le passage de 50 à 100 joueurs sur les serveurs LIVE, de nouveau point d'intérêt (site de crash de vaisseau / avant poste colonial), un nouveau véhicule terrestre antiaérien, de nouvelle mission de livraison illégale et des améliorations sur les IA .
Le 10 mars 2023, la version 3.18.0 est déployée. Plusieurs emplacements sont apparus dans le jeu, tels que des grottes de sables sur différentes lunes, un site de crash sur Daymar, des pistes de course dont celle de PTV Greycat à Orison.

#### Alpha 4.x
L'Alpha 4.0.0 est une mise à jour majeure pour Star Citizen. Elle implémente une première version du maillage de serveur statique[Quoi ?], qui permet de diviser l'univers en plusieurs serveurs reliés et synchronisés par la couche de réplication[Quoi ?]. La transition entre les serveurs s'en trouve plus fluide et imperceptible pour les joueurs, grâce à une réduction significative de la charge de calcul de chaque serveur. Cette avancée technologique a également permis l'ajout de Pyro, le deuxième système planétaire du jeu. Ce système est accessible via le premier point de saut du jeu et est environ trois fois plus grand que Stanton. Il ne dispose pas d'autorité gouvernementale.

### Bêta
À ce jour, Star Citizen ne possède pas de date pour la sortie d'une version bêta.

### Modèle de financement
Star Citizen est entièrement financé par financement participatif. Une des raisons majeure de ce choix est la volonté d'être indépendant de tout éditeur, afin d'avoir une entière liberté sur le contenu du jeu et de ne pas avoir de dates imposées par un éditeur à respecter.
Ce financement participatif s'effectue sur le site officiel du jeu et est collecté via l'achat de vaisseau. En effet, au-delà d'un accès libre et définitif au jeu pour un montant minimal de 49 euros, le site propose à la vente des vaisseaux divers et variés pour des prix allant de quelques dizaines d'euros pour les plus petits à plus de 1 000 euros pour les plus gros, avec un prix moyen entre 100 et 200 euros. La communication de l'équipe de Star Citizen insiste cependant sur le fait que tous les vaisseaux seront à terme achetables en jeu, avec la monnaie du jeu (c'est d'ores et déjà le cas pour une grande partie d'entre eux), et que toute dépense supérieure au prix du jeu de base n'est pas nécessaire et doit être vue comme un don pour soutenir le développement du jeu, en récompense duquel un vaisseau est donné en remerciement. Par ailleurs, depuis mars 2019, le site officiel met également à la vente des éléments cosmétiques permettant de personnaliser son vaisseau (peinture ou "skin" et apparence intérieure).

#### Historique
Le graphique qui aurait dû être présenté ici ne peut pas être affiché car il utilise l'ancienne extension Graph, désactivée pour des questions de sécurité. Des indications pour créer un nouveau graphique avec la nouvelle extension Chart sont disponibles ici.

Évolution des fonds collectés par financement participatif par Cloud Imperium Games.
Les développeurs du jeu lancent une campagne de production communautaire en octobre 2012 à la fois sur le site du projet et sur Kickstarter. Le financement initial est rapidement dépassé et par la suite des objectifs supplémentaires sont ajoutés à la campagne de financement. Le 17 novembre 2012 (deux jours avant la fermeture de la participation communautaire), le jeu obtient le record de production communautaire avec plus de 4,2 millions de dollars (210 % de l'objectif initial de financement) de recettes. Bien que cette campagne de financement ait atteint l'objectif des 6 millions de dollars, elle est toujours en cours.
La campagne Kickstarter s'est achevée le 19 novembre 2012 avec 2 134 374 $ de recettes et 34 397 donateurs. Après la campagne sur Kickstarter, Chris Roberts annonce le 27 novembre 2012 la poursuite de la récolte de fonds sur son site. La campagne RSI (sur le site officiel) dépasse le cap des 27 millions de dollars le 13 novembre 2013. Le 31 mars 2014, l'objectif des 41 millions est dépassé et permet à la société de créer une équipe de développeurs afin d’intégrer la génération procédurale. Cette technique permet de créer des planètes et des systèmes planétaires de manière procédurale. Dans le même mois, Star Citizen obtient le record mondial du plus gros projet de financement participatif et apparaît dans le livre Guinness World Record 2015.
Fin avril 2014, le projet atteint plus de 444 000 partisans avec plus de 43 millions de dollars d'investissement.
Le 24 janvier 2015, le financement du projet dépasse les 70 millions de dollars et les 735 000 donateurs.
En décembre 2015, la barre des 100 millions de dollars est atteinte.
Le 14 juin 2017, le financement atteint 151 millions de dollars avec ses 1 825 967 donateurs.
Le 15 avril 2018, le financement de Star Citizen atteint plus de 182 millions de dollars, dépassant tous les kickstarters en 2017, avec un total de 2 018 657 donateurs.
Le 17 novembre 2018, Star Citizen dépasse les 200 millions de dollars de financement avec un total de 2 121 000 donateurs.
Le 30 novembre 2019, le jeu passe le cap des 250 millions de dollars récoltés auprès de 2 445 000 donateurs.
Le 13 juin 2020, le cap des 300 millions de dollars collectés auprès de 2 710 000 donateurs est dépassé.
Le 29 avril 2022, plus de 453 millions de dollars ont été levés, ce qui classe le jeu à la deuxième position de ce type de financements.
Le 19 septembre 2022, le jeu franchit le cap des 500 millions de dollars collectés auprès de 4 096 000 donateurs.
Le 24 novembre 2020, l'entreprise montréalaise Turbulent annonce qu'elle ouvre un nouveau studio à Montréal, consacré au développement du jeu. Le studio doit être autonome et tirer parti de la culture montréalaise unique[évasif] et des compétences locales dans le secteur des jeux vidéos. Le mandat du studio montréalais est la création d'outils de développement et de points d'intérêt concernant les systèmes stellaires du jeu. L'entreprise est chargée du développement de la présence de Star Citizen sur le Web depuis 2012.
Les développeurs du jeu ont mis en place un système afin de communiquer en temps réel les fonds récoltés et le nombre de backers (joueurs ayant acheté un pack).
Le 23 octobre 2023, le studio a récolté plus de 616 millions de dollars.
En novembre 2024, le financement participatif du jeu dépasse 750 millions de dollars.

### Transparence
Depuis ses débuts, Star Citizen a fait le choix d'offrir une transparence maximale sur son développement à sa communauté. En effet, parce que la communauté est la principale source de financement, il est important pour le studio de la garder mobilisée. Ainsi, le studio publie plusieurs fois par semaine des vidéos sur le développement du jeu, tandis que chaque mois, des rapports écrits plongent plus en détails dans ce qui a été accompli durant le mois. De plus, les développeurs n'hésitent pas à interagir avec la communauté pour répondre à ses questions et pour prendre en compte ses suggestions, et une feuille de route détaillée montre ce sur quoi travaille les équipes en temps réel. Ainsi, Star Citizen revendique régulièrement être le seul jeu de cette envergure à atteindre ce niveau de transparence sur son développement. Enfin, Cloud Imperium Games publie ses comptes chaque année.

## Événements
Depuis le début de son développement en 2012, Star Citizen a pris part à de nombreux événements et conventions qui ont été l'occasion de rencontrer la communauté et de montrer au public l'avancement du projet. Ainsi de la PAX East, de la Gamescom ou encore de la Citizencon, la convention dédiée à Star Citizen et Squadron 42. Traditionnellement, à chaque convention, une démo jouée en temps réel et commentée par Chris Roberts (le réalisateur du jeu) est présentée à un panel de fans invités pour l'occasion, et l'événement est retransmis en direct sur la plateforme de diffusion Twitch.

### Citizencon
La Citizencon est le rendez-vous annuel de la communauté de Star Citizen. C'est ici que ce sont faites les annonces les plus importantes à propos du jeu. La Citizencon s'est étoffée au fil des années et se déroule maintenant sur une journée complète. Le point culminant demeure la présentation de Chris Roberts où une démo jouée en temps réel montre aux joueurs les derniers avancements du projet. La Citizencon se déroule traditionnellement en octobre et est retransmise en direct sur Twitch.
2013 : La première Citizencon se déroule le 10 octobre 2013 à Austin, Texas, aux États-Unis. Elle est organisée afin de célébrer le premier anniversaire de l'annonce de Star Citizen. Elle est dépeinte comme un événement consacré au jeu et à sa communauté afin de montrer le travail effectué l'année passée et de parler du contenu à venir. Cette première convention, qui est un événement assez restreint et festif, sera amené à prendre de l'ampleur à l'avenir. Lors de cette édition, de nouveaux vaisseaux sont révélés et l'équipe des développeurs donne de nombreux détails sur le développement et des fonctionnalités futures.
2014 : La seconde Citizencon se déroule le 10 octobre 2014 à Los Angeles aux États-Unis. 300 places sont vendues pour assister à la présentation. Une feuille de route présentant les dates des fonctionnalités à venir est présentée. Le point culminant de la conférence est une démo de 10 minutes du module d'univers persistant. On peut ainsi y voir un joueur se rendre sur la planète Arccorp (qui n'est alors pas encore générée procéduralement) depuis l'espace et atterrir sur la zone Area 18. Cette démo illustre comment le studio souhaitait à l'époque gérer le passage d'un environnement spatial à la surface d'une planète. Enfin, le joueur déambule dans les rues de l'Area 18 dont c'est alors la première apparition.
2015 : La troisième Citizencon se déroule le 10 octobre 2015 à Manchester au Royaume-Uni. La présentation est centrée sur la future mise à jour 2.0 qui apporte avec elle le module univers persistant (voir : modèle de développement). Comme à la Gamescom 2015 deux mois auparavant, la démo de 20 minutes présente les avancées du gameplay multi équipage ainsi que du combat spatial. Cette Citizencon voit également l'annonce du jeu Squadron 42, une campagne solo se déroulant dans le même univers que Star Citizen. Une démo jouée en temps réel donne un premier aperçu du jeu et permet de découvrir le vaisseau capital Idris dont c'est la première apparition. C'est également l'occasion pour le public de découvrir le casting impressionnant du jeu et les conditions de tournage.
2016 : La quatrième Citizencon se déroule le 9 octobre 2016 à Los Angeles aux États-Unis. L'événement prend de l'ampleur, avec 1000 places pour assister physiquement à la conférence et 50 000 spectateurs sur la diffusion en direct sur Twitch. Après une rétrospective sur les 4 années passées, la première annonce est la création de Spectrum, une plate-forme regroupant les fonctionnalités de serveur vocal, forum, chat en direct devant être disponible à la fois en jeu, sur internet, et sur smartphone via une application. Ensuite, Chris Roberts présente une feuille de route pour les mises à jour 3.0 à 4.0. Enfin, une démo de plus d'une demi-heure est présentée au public. Dans la lignée de la Gamescom 2016 qui avait montré les planètes procédurales rocheuses, cette démo dévoile la "V2" des planètes procédurales, plus détaillées, accueillant une végétation et de l'eau. Dans cette démo, on peut apercevoir de nombreux éléments qui ne sont pas encore implantés à ce jour en 2019, comme une météo dynamique, le combat au corps à corps ou encore des épaves de vaisseaux habitées. Bien que scriptée, cette démo montra les ambitions renouvelées du studio. Toutefois, l'absence totale d'annonces à propos du jeu Squadron 42, qui devait à l'époque sortir en 2016 (et qui est aujourd'hui prévu pour fin 2020) vient contrebalancer ce jugement.
2017 : La cinquième Citizencon se déroule le 27 octobre 2017 à Francfort en Allemagne. Cette édition marque un changement de format, puisque la Citizencon se déroule maintenant sur une journée complète au lieu d'une soirée. Durant la journée ont lieu une dizaine de présentations par des développeurs, puis Chris Roberts clôture l'événement avec la traditionnelle keynote et sa démo. Cette Citizencon est notamment l'occasion de révéler le vaisseau capital Pioneer et d'annoncer le passage à un modèle de développement trimestriel (voir : modèle de développement). Durant la démo est présentée la troisième version des planètes procédurales qui permet la création de villes à l'échelle d'une planète. En effet, la démo débute dans la zone familière d'Area 18 sur la planète-cité Arccorp. Ensuite, le joueur décolle et survole la ville qui s'étend à perte de vue, avant de sortir de l'atmosphère, de se diriger vers la planète Hurston et d’atterrir au niveau de sa capitale Lorville. Encore une fois, le studio démontre que sa technologie de génération procédurale est mature et qu'elle est meilleure que n'importe quelle technologie équivalente sur le marché. Comme l'année précédente, aucune annonce n'est faite à propos de Squadron 42.
2018 : La sixième Citizencon se déroule le 10 octobre 2018 à Austin, Texas, aux États-Unis. Elle reprend le format de l'année précédente, avec des présentations s'étalant sur une journée. Lors de la conférence de fin, Chris Roberts présente la traditionnelle démo aux joueurs. Celle-ci montre la résolution d'une mission se déroulant sur la planète Hurston. Par rapport à l'année précédente, le niveau de finition a été sensiblement augmenté. Contrairement aux années précédentes, la démo ne présente pas un lointain futur mais le contenu de la mise à jour 3.3.5 (qui est sortie 1 mois après). C'est néanmoins l'occasion de découvrir une mission complète incluant du combat au sol et dans les airs contre des PNJ, ainsi que le travail réalisé sur la génération procédurale, notamment car Hurston est la première planète à posséder de la végétation. Contrairement aux deux années précédentes, un trailer de Squadron 42 ainsi que quelques informations sont diffusées.
2019 : La septième Citizencon se déroule le 23 novembre 2019 à Manchester au Royaume-Uni. De nombreuses conférences sont données pendant toute la journée, et pas moins de 14 stands animés par des organisations communautaires étaient présents. La démo présentée par Chris Robert est l'occasion de découvrir le vaisseau d'exploration Carack, la planète glacée Microtech, sa capitale New Babbage, la technologie "V4" des planètes procédurales, la météo dynamique, le système de température corporelle, le mécanisme de point de saut et le système Pyro. D'autres conférences données par les développeurs permettent de découvrir le gameplay de prison, le mode de jeu Theaters of War, le système d'économie dynamique ou encore la technologie derrière les planètes procédurales. L'accueil de cette Citizencon par la communauté est bon, notamment grâce aux annonces concernant la technologie du jeu (ssocs, persistance, jump point)
2020 : La huitième Citizencon, initialement prévue le 10 octobre 2020 à Los Angeles, est annulée en raison de la pandémie de coronavirus. Cette décision est annoncée le 1er mai 2020. Contrairement aux attentes d'une part importante de la communauté, aucune Citizencon virtuelle n'a lieu. À la place, une vidéo d'un peu plus d'une heure sur le développement de Squadron 42 fut publiée, et des informations sur le futur du développement sont données par le biais d'une foire aux questions et d'une lettre du président.
2021 : La neuvième édition de la Citizencon se déroule le 9 octobre 2021. En raison de la pandémie de coronavirus, cette édition s'est déroulée de manière entièrement virtuelle, toutes les conférences étant diffusées en direct sur la plateforme Twitch. Comme en 2018 et 2017, les conférences s'étalent sur un après-midi. Parmi les évènements notables, il y a eu une présentation du système Pyro, une démo sur les avant-postes coloniaux, des conférences sur le server meshing et le système Quantum. Cette Citizencon est décevante pour beaucoup. En effet, contrairement à la tradition, Chris Roberts n'a pas animé de conférence ni présenté la très attendue démo de plus d'une heure aux joueurs. Cela fait donc deux ans que la communauté n'a pas eu de mise à jour de la part du PDG de Cloud Imperium Games sur sa vision pour le futur de Star Citizen. De plus, si les conférences étaient intéressantes et apportaient quelques nouvelles informations, environ la moitié d'entre elles reprenaient le même sujet que lors de la précédente Citizencon il y a deux ans.
2023 : La Citizencon est de retour en présentiel au Convention Center de Los Angeles les 21 et 22 octobre. D'importantes annonces ont été faites tel que la finition du développement de Squadron 42 et de sa mise en phase de polissage. De grosses avancés technologiques telles que le Serveur Meshing ont été finalisé.

### Gamescom
Entre 2013 et 2017, Star Citizen prend part cinq fois à la Gamescom, un salon du jeu vidéo se déroulant en août à Cologne en Allemagne. C'était traditionnellement le deuxième événement majeur de l'année avec la Citizencon.
2013 : La première apparition de Star Citizen à la Gamescom a lieu le 15 août 2013. C'est le tout premier événement majeur auquel participe Star Citizen, ainsi que le premier événement communautaire organisé pour le jeu. Le seul élément significatif révélé est le module Hangar, qui est publié une semaine après.
2014 : En août 2014, Star Citizen fait son retour à la Gamescom. C'est l'occasion de présenter la version 0.9 de Star Citizen apportant le module dogfight (mode de jeu Arena Commander). La démo présentée, d'une vingtaine de minutes, montre un combat spatial entre plusieurs vaisseaux multi équipage. Les vaisseaux multi équipage sont alors l'un des défis les plus ambitieux du jeu, qui participe à son attrait. Le studio CIG montre ainsi que l'avancement du jeu est en bonne voie. Un trailer du module FPS (Star Marine) est également présenté.
2015 : Star Citizen revient à la Gamescom en août 2015. Chris Roberts y présente une démo du module social, qui permet à une vingtaine de joueurs de se retrouver dans les rues de la ville Area 18 sur la planète-cité Arccorp. Une seconde démo d'une quinzaine de minutes présente la future mise à jour 2.0 ainsi que les avancées du gamplay multi équipage. Plusieurs joueurs se retrouvent sur la station Port Olisar, dont c'est la toute première apparition, avant de décoller dans plusieurs vaisseaux et d'engager le combat. Les abordages sont cette fois de la partie. CIG annonce également un partenariat avec Saitek afin de commercialiser plusieurs périphériques de jeu spécialement conçus pour Star Citizen.
2016 : Star Citizen prend part à la Gamescom d'août 2016. Cette fois-ci, après avoir présenté via des diapositives l'avenir de Star Citizen, c'est une démo de près d'une heure qui est montrée aux joueurs. Celle-ci donne à voir un aperçu de la mise à jour 3.0, qui doit intégrer le système Stanton au jeu. Il s'agit alors de la première apparition de la technologie des planètes procédurales. En effet, la démo consiste en une mission se déroulant à la surface du planétoïde Delamar, aux alentours de la zone d’atterrissage de Levski. On y rencontre notamment le premier donneur de mission, ainsi que le premier combat à bord de véhicules terrestres.
2017 : Star Citizen participe pour la dernière fois (à ce jour) à la Gamescom en août 2017. La présentation commence avec la fameuse démo, qui dure cette fois 1h20. Encore une fois, c'est l'occasion de montrer la future mise à jour 3.0 à la communauté (cette dernière arrivera finalement 4 mois plus tard). Cependant, le niveau de finition est cette fois bien plus élevé qu'en 2016, avec notamment l'ajout de nombreux PNJ. On y voit la première apparition du Mobiglas (un smartphone du futur) alors que le joueur visite, comme l'année passée, la ville de Levski. On peut notamment découvrir la technologie de VoIP et de FoIP développée en partenariat avec l'entreprise Faceware. La mission mène ensuite le groupe de joueurs sur la lune de Daymar, où ils retrouvent un vaisseau capital Idris. Enfin, la démo se termine sur un combat entre deux Idris.
La Gamescom 2017 est la dernière édition auquel Star Citizen s'est rendu. En effet, depuis 2018, la Citizencon est l'unique convention auquel Star Citizen participe. Cela est justifié par le studio par le fait que l'organisation de la Gamescom prenait trop de temps vis-à-vis du développement du jeu.

## Justice

### CIG et Crytek
La société Crytek a intenté un procès contre Cloud Imperium Games (éditeur et développeur de Star Citizen) en décembre 2017 pour rupture du contrat entre les deux sociétés, à propos de l'utilisation du CryEngine. Crytek a retiré sa plainte en février 2020 après être parvenu à un accord à l'amiable avec Cloud Imperium Games.

## Controverses
Les développeurs de jeux ont été critiqués pour avoir continué à lever des fonds avec enthousiasme tout en ne respectant pas les échéances du projet,,,, ainsi que sur la faisabilité technique et la capacité des développeurs à terminer le jeu.
Au cours de la campagne de financement participatif de 2012, Chris Roberts a suggéré que le jeu pourrait être lancé en 2014. En novembre 2014, la portée du projet s'était élargie, avec des objectifs ambitieux portés par les 65 millions de dollars de dons.
Star Citizen est régulièrement critiqué pour la longueur de son développement, pour ses très grandes ambitions et pour son modèle de financement participatif.